# Weißenberg
Weißenberg (em alto sorábio: Wóspork) é uma cidade da Alemanha localizada no distrito de Bautzen, região administrativa de Dresden, estado da Saxônia.